# BiD: textos universitaris de Biblioteconomia i Documentació
BiD és una revista científica especialitzada en l'àmbit de la biblioteconomia, l'arxivística, la documentació i la comunicació. Creada l'any 1998 per la Facultat de Biblioteconomia i Documentació de la Universitat de Barcelona, a partir del número 30 (2013) s'uneixen a l'edició els Estudis de Ciències de la Informació i de la Comunicació de la Universitat Oberta de Catalunya.
La revista es publica només en versió digital i té una periodicitat semestral, els números apareixen en juny i en desembre. La llengua principal de la publicació és el català, però s'accepten textos escrits en castellà, anglès, francès i portuguès, i sempre es procura oferir les versions en català i castellà de tots els articles publicats.
Tots els articles publicats a la revista BiD estan subjectes a una llicència Creative commons de tipus "Reconeixement-NoComercial-SenseObraDerivada".
Des del 2010, la revista es troba complementada per un blog professional anomenat Blok de BiD on setmanalment es publiquen ressenyes d'obres diverses relacionades amb l'àmbit de la informació i la documentació.
La publicació es troba indexada a Scopus des de 2012, i des de 2021, ha aconseguit la menció de "bones pràctiques en igualtat de gènere", certificat concedit per la Fundación Española para la Ciencia y la Tecnología.

## Seccions
- Tribuna: presenta l'opinió de persones destacades del sector i d'àmbits afins sobre algun tema d'actualitat.
- Articles: inclou textos que aprofundeixen en algun aspecte relacionat amb l'arxivística, la biblioteconomia i la documentació. Secció avaluada per revisors externs.
- Experiències: descripció d'experiències professionals.
- Textos normatius: traduccions de normes, reglaments, directrius, etc., publicats per institucions i organismes professionals.
- Recursos: presentació i revisió de recursos web i de programes informàtics d'aplicació documental.